# YBSラジオニュース
YBSラジオニュース（ワイビーエスラジオニュース）は、山梨放送（YBSラジオ）で放送している定時ニュース番組。キャスターは、YBSのアナウンサーが持ち回しで担当する。ただし番組に内包される場合はある程度固定されている。なお、『YBSラジオニュース』のタイトルで放送されることは少なく、『YBSラジオニュースと天気予報』（ワイビーエスラジオニュースとてんきよほう）のタイトルで放送されることが多い。この場合は終了間際に天気予報が入る。
この番組は2006年3月まで放送されていた『山梨日日新聞ニュース（と天気予報）』（やまなしにちにちしんぶんニュース（とてんきよほう））を改題したものでテーマ曲は同じものが使用されていた。タイトルコールは2006年4月第2週ごろから変更された。
2023年10月、テーマ曲、タイトルコールともに変更された。

## 放送時間

### 平日
- 8:50  - 8:54（909morningに内包）（「YBSラジオニュース」として放送。天気予報は直前に放送される「天気予報」、「花粉情報」（春季）、「紫外線情報」（夏季）のコーナーで取扱う。）
- 9:52 - 9:56、10:52 - 10:56（ひる前らじお うるさごぜんに内包）
- 12:00 - 12:10（独立、文化放送『ランチタイム ニュース』を内包[注 1]）
- 13:52頃 - 13:56頃、14:52頃 - 14:56頃、15:52頃 - 15:56頃（はみだし しゃべくりラジオ キックスに内包）
- 16:54 - 16:59（独立）
- 17:50 - 17:59（独立）

### 土曜
- 7:55 - 7:58（独立）
- 8:49 - 8:54（独立）- 春季と夏季は「YBSラジオニュース」として放送。（天気予報は直後に放送される「花粉情報」（春季）、「紫外線情報」（夏季）に内包）
- 10:52頃 - 10:56頃、11:52頃 - 11:56頃（ミュートレック〜MuTrek〜に内包）
- 13:55 - 13:59（ロンドンブーツ1号2号 田村淳のNewsCLUBに内包）
- 14:55 - 14:59（独立）
- 15:55 - 15:58（独立）
- 16:54 - 16:59（独立） - 春季は「YBSラジオニュース」として放送。（天気予報は直後に放送される「花粉情報」に内包）
- 17:54 - 17:58（独立）

### 日曜
- 7:54 - 7:58（独立）
- 8:54 - 8:58（地方創生プログラム ONE-Jに内包）
- 17:54 - 17:58（独立）

## 放送パターン
この番組は放送時間によって多少放送パターンが異なるので紹介する。

### 独立番組として放送する場合
- 番組名は、ほぼすべて「YBSラジオニュースと天気予報」となる。土曜朝の8:49～の放送枠のみ「YBSラジオニュース」として放送し、天気予報は、ニュースに続く「紫外線情報」（夏季）、「花粉情報」（春季）内で伝える。
- オープニング→ニュース→（天気予報）→エンディングの順で放送。
- ニュースを読み上げている間はBGMは無し。
- 「YBS交通情報」とセットで放送されることが多く、CMを挟まずに放送することがある。
- 土曜日午後を担当するアナウンサー（主に新人、若手のアナウンサーが担当）は、その日の以下の番組も担当する。
  - YBSニュース（YBSテレビ）（17:20、20:54）
- 日曜日夕方は、山梨スピリッツ（YBSテレビ、日曜17:00〜放送）のキャスターが担当する。（山梨スピリッツ放送休止日は除く）
- タイトルコールは以下のような形である。
  - 提供のある場合
    - 「YBSラジオニュース（と天気予報）。○○（スポンサー）の提供でお送りします。」
    - 提供が一社の場合は、その企業のキャッチコピーも流す場合がある。

  - 提供のない場合
    - 「YBSラジオニュース（と天気予報）。報道デスクからお伝えします。」というものが使用される。
    - ナレーションを和泉義治が担当した収録音声を用いている（2023年10月より。9月以前は櫻井和明が担当していた）。

#### 主な担当者
- 現在は独立した番組として放送される場合、ワイド番組に内包される場合に関係無く、（YBSワイドニュースを担当する吉岡秀樹、今田舞を除いた）YBSアナウンサーが持ちまわりで担当するが、一部の曜日や時間帯は、担当者がある程度固定されている。
- 一時期、河野裕也（NNSアナウンサー）もシフトに加わっていた。2023年度は河野の後輩である飯野新、堀内えみり（元NNS、現とちぎテレビアナウンサー）が新たにシフトに加わっていた。（主に水曜午後。）なお、NNSアナウンサーはテレビのニュースは担当しない。2024年度は塩沢未佳子（YBSラジオキャスター）がシフトに加わっている。（火曜午前9:52の枠。）

- 以前、他の番組に内包される場合の担当者は、各番組に内包される場合を参照。

### ワイド番組に内包される場合

#### ひる前らじお うるさごぜん、はみだし しゃべくりラジオ キックスに内包
- 各番組の担当者が「YBSラジオニュース、（○○（スポンサー）の提供でお送りします。）報道デスクから○○（担当者）アナウンサー、お願いします。」などとコールした後に担当者の挨拶→ニュース→天気予報の順で放送される。
- ニュース・天気予報をパーソナリティが自分で読む場合は、「YBSラジオニュースと天気予報、（○○（スポンサー）の提供でお送りします。）スタジオからお送りします。」とコールした後ニュースを読み上げる。うるさごぜんに内包される10:52 - 10:56の枠で、櫻井が担当する曜日に発生するケースがある。

#### 909morningに内包
- 旧番組ラララ♪モーニングの2023年10月以降、8:52 - 8:56のニュースでは番組パーソナリティがニュースを読んでいる
- BGMが挿入される（旧番組ではミュートレックと同じBGMであったが、当番組では別の曲となっている）

#### ミュートレック〜MuTrek〜に内
- 2021年4月3日に開始したBloomin'以降BGMが挿入されている
- 2023年4月1日に開始したミュートレック～MuTrek～でも同様

### 過去放送パターン

#### 765morning、ラヂウス（放送回による）、Preciousに内包
- 765morningでのニュースの進行自体は上記と同様。ニュースを読み上げた後に765morningのパーソナリティと短いトークを行うことがある。
- ラヂウスでは番組パーソナリティの浅川と酒井が交互にニュースを読み上げる。ただし放送回によっては上記のパターンとなる。
- このふたつのパターンでは共通のBGMが再生される。BGMは2006年3月までYBSテレビの山日YBSワイドニュース（現在のYBSワイドニュース）で特集後のフラッシュニュースで使用されていた曲が使用されている。
- Preciousの場合、ニュースの進行自体は上記と一緒だが、BGMが流れている(FREE STYLEの時と同じBGM)。

#### FREE STYLEに内包
- この番組に内包される場合のみ番組進行パターンが独自のものとなる。
- ニュース担当のキャスターは報道デスクではなくアルックススタジオに登場してニュースを伝える。
- ニュースヘッドライン→ヘッドラインからひとつ選んで詳しく解説→天気予報→話題の順に放送される。なお重大ニュースが発生した場合は「ヘッドラインからひとつ選んで詳しく解説」の部分は重大ニュースに固定される。
- 担当者はしばらくスタジオに残りFREE STYLEに引き続き出演する。
- 担当者は吉岡秀樹、もしくは横内洋樹が担当することが多かったが、その後は中込真理子が担当した。